# Leucochesias niveipennaria
Leucochesias niveipennaria är en fjärilsart som beskrevs av J. Peter Maassen 1890. Leucochesias niveipennaria ingår i släktet Leucochesias och familjen mätare. Inga underarter finns listade i Catalogue of Life.